# Ninetta Vad

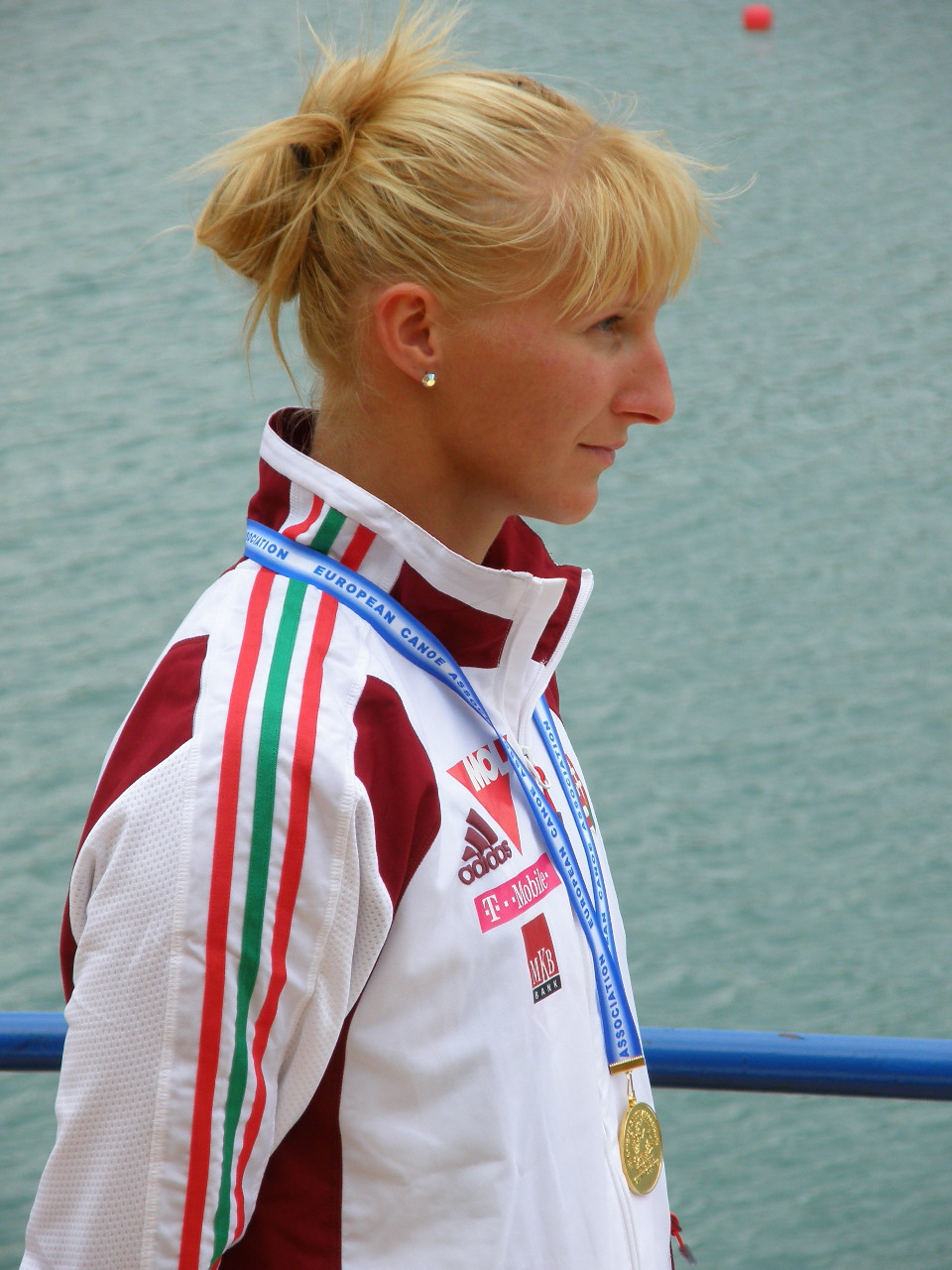
Ninetta Vad år 2011.

Ninetta Vad, född 1989, är en ungersk kanotist.
Hon tog bland annat VM-guld i K-4 500 meter i samband med sprintvärldsmästerskapen i kanotsport 2013 i Duisburg.